# Класифікатор об'єктів адміністративно-територіального устрою України
Класифікатор об'єктів адміністративно-територіального устрою України (КОАТУУ) — структурований перелік усіх адміністративно-територіальних одиниць України, що підтримувався і публікувався державними статистичними відомствами України з 1997 до 2020 року. Його попередником був загальносоюзний класифікатор «СОАТО», а наступником став кодифікатор «КАТОТТГ».

## Історія
КОАТУУ було розроблено відповідно до постанови Кабінету Міністрів України від 4 травня 1993 року № 326 «Про концепцію побудови національної статистики України та Державну програму переходу на міжнародну систему обліку і статистики». У початковій редакції постанови планувалося розробити КОАТУУ упродовж 1993 року, але потім терміни зсунули до кінця 1996 року.
31 жовтня 1997 року Держстандарт України видав наказ № 659, яким вперше затвердив класифікатор під назвою «Державний класифікатор ДК 014-97 „Класифікатор об’єктів адміністративно-територіального устрою України“ (КОАТУУ)».
9 грудня 1997 року Державний комітет статистики України наказом № 78 увів КОАТУУ у дію з 1 січня 1998 року на заміну раніше діючому загальносоюзному класифікатору «СОАТО» (рос. «Общесоюзный классификатор „Система обозначений объектов административно-территориального деления Союза ССР и союзных республик, а также населенных пунктов“ (СОАТО)»).
Пізніше до класифікатора пʼять разів вносили зміни:
- № 1 – наказ Держстандарту України від 26.03.99 № 163;
- № 2 – наказ Держстандарту України від 09.11.2001 № 546;
- № 3 – наказ Держстандарту України від 29.11.2002 № 19;
- № 4 – наказ Держспоживстандарту України від 28.01.2005 № 23;
- № 5 – наказ Держспоживстандарту України від 04.08.2008 № 270.

З 2015 до 2020 рік в Україні у межах адміністративно-територіальної реформи відбувалося добровільне обʼєднання територіальних громад. У 2020 році Кабінет Міністрів та Верховна Рада завершили реформу, затвердивши новий поділ України на громади та райони відповідно. У результаті реформи з'явилися громади, в яких було більше сотні населених пунктів, а в КОАТУУ для населених пунктів однієї ради було виділено два розряди, тому класифікатор більше не можна було використовувати і він втратив актуальність.
На заміну КОАТУУ прийшов Кодифікатор адміністративно-територіальних одиниць та територій територіальних громад (КАТОТТГ), що був розроблений Міністерством розвитку громад та територій та затверджений 26 листопада 2020 року.

## Опис
КОАТУУ був складовою частиною єдиної системи класифікації та кодування техніко-економічної та соціальної інформації (ДСК ТЕСІ).
КОАТУУ призначено для забезпечення достовірності, зіставленості, цілісності та автоматизованої обробки інформації у різних розрізах всіх видів економічної діяльності.
КОАТУУ складався з кодів та назв всіх адміністративно-територіальних об'єктів України, які згруповані за ознаками територіальної спільності, історичних, економічних, географічних, етнічних і культурних особливостей.
Об'єктами класифікації у КОАТУУ були одиниці адміністративно-територіального устрою України: Автономна Республіка Крим, області, райони, міста, райони у містах, селища міського типу, сільради, селища та села.
Кожна позиція класифікатора структурно складалася з ідентифікаційного коду та назви об'єкта. Ідентифікаційний код будувався з використанням серійно-порядкового і послідовного методів кодування і тим самим забезпечувалася наступність з раніш діючим „Общесоюзным классификатором «Система обозначений объектов административно-территориального деления Союза ССР и союзных республик, а также населенных пунктов» (СОАТО)“.
Для об'єктів першого рівня класифікації були виділені розряди 1,2, другого рівня — розряди 3—5, третього рівня — розряди 6—8, четвертого рівня — розряди 9,10.
Ведення КОАТУУ здійснював Науково-дослідний інститут статистики Державного комітету статистики України. Підставою для актуалізації були зміни підпорядкованості та назв об'єктів адміністративно-територіального устрою України .

### Рівні класифікації
Уся множина об'єктів класифікації була розподілена за територіальною ознакою та адміністративною підпорядкованістю на чотири рівні ієрархічної класифікації. До кожного рівня класифікації входять об'єкти, підпорядковані об'єктам попереднього рівня.
Перший рівень класифікації (розряди 1, 2) включав:
- Автономну Республіку Крим;
- області;
- міста, що мають спеціальний статус, який визначається законами України.

Другий рівень класифікації (розряди 3, 4, 5) включав:
- міста обласного значення;
- райони Автономної Республіки Крим та областей;
- райони в містах, що мають спеціальний статус, який визначається законами України.

Третій рівень класифікації (розряди 6, 7, 8) включав:
- міста районного значення;
- райони в містах обласного значення;
- селища міського типу;
- сільські ради.

Четвертий рівень класифікації (розряди 9, 10) включав:
- села;
- селища.

#### Ознаки 2-го і 3-го рівнів
У разі кодування об'єктів другого і третього рівня класифікації застосовувався послідовний метод кодування. При цьому розряди 3 та 6 відведено під ознаки, що вказують на рівень класифікації та вид об'єкта класифікації, що кодується.
Ознака 2-го рівня (3-й розряд) має таке значення:
- 1 — міста обласного значення;
- 2 — райони Автономної Республіки Крим, області;
- 3 — райони міст, що мають спеціальний статус.

Ознака 3-го рівня (6-й розряд) має таке значення:
- 1 — міста районного значення;
- 2 — не використовується;
- 3 — райони в містах обласного значення;
- 4 — селища міського типу, що входять до складу міськради;
- 5 — селища міського типу, що входять до складу райради;
- 6 — селища міського типу, що входять до складу райради в місті;
- 7 — міста, що входять до складу міськради;
- 8 — сільради, що входять до складу райради;
- 9 — сільради, села, що входять до складу райради міста, міськради.

### Формат
Назва центру області, району, сільради друкується поряд з назвою області, району, сільради після символу " / ".
```
63           Харківська область / м. Харків
```

означає, що місто Харків є центром Харківської області.
Для зручності читання, для кодів сіл друкуються останні два розряди коду зі зміщенням по відношенню до коду сільради, тобто не повторюються перші вісім розрядів коду.
```
01
 
103
 
930    Привітненська /  с. Привітне
         01  с. Привітне
         02  с. Зеленогір’я
```

означає, що коди сіл такі:
01 103 930 01 с. Привітне
01 103 930 02 с. Зеленогір'я

### Додатки
У Додатку А наведено коди та назви областей.
У Додатку Б наведено коди та назви районів.
У Додатку В наведено коди та назви населених пунктів у алфавітній послідовності.

### Скорочення
В КОАТУУ прийнято такі скорочення категорії об'єкта:
| Об'єкт | Категорія                                               |
| ------ | ------------------------------------------------------- |
| М      | місто (зазначається лише для міст без районного поділу) |
| Р      | район у місті з районним поділом                        |
| С      | село                                                    |
| Т      | селище міського типу                                    |
| Щ      | селище                                                  |